# La locandiera (opera)
 La locandiera  è un'opera in tre atti di Antonio Salieri su libretto di Domenico Poggi, tratto dall'omonima commedia di Carlo Goldoni. La prima rappresentazione ebbe luogo al Burgtheater di Vienna l'8 giugno 1773. 
Una ripresa moderna dell'opera andò in scena nel 1989 al Teatro Rossini di Lugo. 

## Interpreti della prima rappresentazione
| Personaggio             | Interprete           |
| ----------------------- | -------------------- |
| Mirandolina             | Costanza Baglioni    |
| Marchese di Forlipopoli | Virginio Bondicchi   |
| Conte d'Albafiorita     | Francesco Guerrieri  |
| Fabrizio                | Domenico Poggi       |
| Cavaliere di Ripafratta | Domenico Guardassoni |
| Lena                    | Rosa Baglioni        |

## Discografia
- 1989 - Alessandra Ruffini (Mirandolina), Gastone Sarti (Marchese di Forlipopoli), Oslavio di Credico (Conte d'Albafiorita), Pietro Guarnera (Fabrizio), Luigi Petroni (Cavaliere di Ripafratta), Paola Leolini (Lena) - Direttore: Fabio Luisi - Orchestra Sinfonica dell'Emilia Romagna Arturo Toscanini - Registrazione dal vivo al Teatro Rossini di Lugo nel novembre 1989 - Nuova Era 6888-6889 [3][4]